# 恩額德
恩額德、恩格德（穆麟德轉寫：enggedei，？—1673年），又名恩国泰，那拉氏，滿洲旗人，清朝官员，禮部、工部尚書。
《清史稿》中，其孙诺岷传记称“世居辉发”。天聪八年（1634年）举人。崇德元年（1636年），入內院辦事，禮部筆帖式，授礼部理事官。曾任禮部左侍郎。順治十二年五月丁未，接替郎球，擔任禮部尚書，后革。由渥赫接任。康熙八年六月丙寅，接替濟世，擔任工部尚書，后。由吳達禮接任。